# 中国鉄路昆明局集団有限公司
中国鉄路昆明局集団有限公司（ちゅうごくてつろこんめいきょくゆうげんコンス）は、中華人民共和国中国国家鉄路集団に属する鉄道運営会社の一つである。旧称は昆明鉄路局。略称は昆明局、昆局。
本局の管轄範囲は雲南省内で、その他に四川省攀枝花市以南と南寧－昆明間鉄道の貴州省内も管轄する。本局の管理する線路の総延長は3083.0kmで営業路線距離は1923.7km、管区内に197の駅を有する。本局は歴史的経緯から、かつては全中国の鉄路局中で唯一標準軌と狭軌（1000mmと610mm）の3種類の軌間を持っていた。

## 管轄範囲
昆明局は貴昆線、成昆線、南昆線の3本の標準軌電化幹線、昆河線、蒙宝線の2本の狭軌（1000mm）幹線、昆玉線、広大線、水紅線の3本の地方・合資鉄路、羊場線、東川線、盤西Ⅰ線、昆陽線、安寧線、東王線の6本の標準軌支線、昆石線、昆小線、草官線の3本の狭軌（1000mm）支線を管轄している。
- 成昆線：四川省攀枝花駅付近のK750+897（起点より750.897km）が成都局との境界
- 貴昆線：鳳凰山駅付近のK367+000が成都局との境界
- 南昆線：貴州省威舍駅付近のK491+129が南寧局との境界
- 昆河線：中越鉄路大橋のK464+444でベトナムの鉄道と接続している

## 運営列車
北京、上海など各方面へ昆明駅から列車を運行している。